# Walide Khyar
Walide Khyar (Bondy, 9 de junio de 1995) es un deportista francés de origen marroquí que compite en judo.
Participó en dos Juegos Olímpicos de Verano, en los años 2016 y 2024, obteniendo una medalla de oro en París 2024, en la prueba de equipo mixto.
Ganó una medalla de bronce en el Campeonato Mundial de Judo de 2023 y tres medallas en el Campeonato Europeo de Judo entre los años 2016 y 2025.

## Palmarés internacional
| Juegos Olímpicos   | Juegos Olímpicos       | Juegos Olímpicos  | Juegos Olímpicos |
| Año                | Lugar                  | Medalla           | Categoría        |
| ------------------ | ---------------------- | ----------------- | ---------------- |
| 2024               | París (Francia)        | Medalla de oro    | Equipo mixto     |
| Campeonato Mundial |                        |                   |                  |
| Año                | Lugar                  | Medalla           | Categoría        |
| 2023               | Doha (Catar)           | Medalla de bronce | –66 kg           |
| Campeonato Europeo |                        |                   |                  |
| Año                | Lugar                  | Medalla           | Categoría        |
| 2016               | Kazán (Rusia)          | Medalla de oro    | –60 kg           |
| 2023               | Montpellier (Francia)  | Medalla de bronce | –66 kg           |
| 2025               | Podgorica (Montenegro) | Medalla de bronce | –66 kg           |